# 19-es tesztalany

## Ismertető

### Halálozások
Candace Jenner, Edwin Jenner felesége ismeretlen módon megfertőződött, majd átváltozott kóborlóvá. Az átalakulás előtt felajánlotta, hogy Edwin használhatja őt tesztalanyként, annak érdekében, hogy megtalálják a gyógymódot. Miután meghalt, férje használta testét, hogy megszerezze az agyszövetmintáit, hogy azzal segítse a gyógymód kifejlesztését.  Candance a halála után két órával feléled és Edwin kénytelen fejlövéssel szétroncsolni az agyát. Halála korábban történik, mint ahogy a Rick Grimes és csapata a Központba érkezik. Edwin felvételről mutatja be nekik a történteket.
Edwin Jenner és Jacqui öngyilkosságba menekül. A kutatóközpontban maradnak, amikor az felrobban. A robbanásban semmisül meg a Vi névre hallgató intelligens virtuális komputer is.
Visszaemlékezésben látható egy csoport kórházi alkalmazott és beteg meggyilkolása valamint néhány katona halála.

### Érdekességek
Ebben az epizódban jelenik meg utoljára Edwin Jenner, Jacqui és Vi, valamint ebben látható először és utoljára, de felvételről Candence Jenner.
A sorozatban ez az első rendezése Guy Ferlandnak és ez az utolsó rész, amiben Frank Darabont íróként közreműködött, továbbá ez az egyetlen rész, amihez Adam Fierro íróként hozzájárult.
A rész végén elhangzó dal Bob Dylan Tomorrow is a Long Time című száma.

## Szereposztás

### Főszereplők
- Andrew Lincoln – Rick Grimes
- Jon Bernthal – Shane Walsh
- Sarah Wayne Callies – Lori Grimes
- Laurie Holden – Andrea
- Jeffrey DeMunn – Dale Horvath
- Steven Yeun – Glenn Rhee
- Chandler Riggs – Carl Grimes

### További szereplők
- Norman Reedus – Daryl Dixon
- Noah Emmerich – Edwin Jenner

### Vendégszereplők
- Melissa McBride – Carol Peletier
- Jeryl Prescott Sales – Jacqui
- IronE Singleton – T-Dog
- Madison Lintz – Sophia Peletier
- Mike Senior – katona (törölt jelenet)